# Vũ Xuân Sinh
Vũ Xuân Sinh là một Trung tướng Công an nhân dân Việt Nam. Ông từng giữ chức vụ Tư lệnh Bộ Tư lệnh Cảnh vệ (Việt Nam).

## Sự nghiệp
Ngày 4/6/2008, Thủ tướng Chính phủ ban hành Quyết định thăng cấp bậc hàm cho ông từ Đại tá lên Thiếu tướng, lúc này ông đang giữ chức vụ Tư lệnh Bộ Tư lệnh Cảnh vệ (Việt Nam).
Năm 2014, ông mang quân hàm Trung tướng, giữ chức vụ Tư lệnh Bộ Tư lệnh Cảnh vệ (Việt Nam).

## Phong tặng
- Thiếu tướng Công an nhân dân Việt Nam (2008)
- Trung tướng Công an nhân dân Việt Nam